# Crkva bl. Alojzija Stepinca u Golubiću
Crkva blaženog Alojzija Stepinca jest katolička crkva u Golubiću kod Knina. Spada pod župu Vrpolje. Misu u crkvi održava jedini svećenik u župi koji je ujedno i župnik; fra Ante Čavka.